# Plasmagaine

Figure illustrant les emplacements de la magnétoqueue, de la magnétogaine et de la plasmagaine, entre les deux.

La plasmagaine, ou feuillet plasmatique, est une zone composée d'un épais plasma chaud située en plein centre de la magnétogaine et de la magnétoqueue, deux zones périphériques du côté nuit de la magnétosphère terrestre. Contrairement à celles-ci, elle a une densité d'ions beaucoup plus élevée, soit de 0,3  à   0,5 ion/cm3 ainsi qu'une énergie ionique variant de 2  à   5 keV. C'est une zone complexe régie par la physique des plasmas : sa configuration peut changer rapidement en quelques dizaines de minutes. Elle est formée de plasma provenant de la magnétoqueue et est causée par l'interaction entre les vents solaires et la magnétosphère terrestre.